# بتن مسلح به الیاف فولادی
بتن مسلح با الیاف فولادی به منظور بهبود بخشیدن به خواص بتن، کاربرد وسیعی را در سازه‌های بتنی و بتن مسلح پیدا کرده‌است. دلیل این کاربرد گسترده مزایای بیشمار فنی و اقتصادی در استفاده از الیاف فولادی در جسم بتن می‌باشد. با توجه به این مزایای مهم در خواص بتن، تولید و کاربرد الیاف فولادی در کشورهای صنعتی جهان از طیف وسیعی برخوردار شده‌است، به‌طوری‌که در حال حاضر انواع الیاف فولادی با مشخصات فنی و کاربری‌های گوناگون به‌طور صنعتی تولید انبوه می‌گردد. بتن مسلح با الیاف فولادی شامل یک کالبد بتنی مرکب از سیمان، مصالح سنگی، آب و همچنین درصدی از الیاف فولادی کوتاه می‌باشد که به‌طور درهم و کاملاً اتفاقی و در جهات مختلف در مخلوط پراکنده شده که وجود الیاف فولادی مشخصات بتن را نسبت به حالت خالص بهبود می‌بخشد.

## خواص بتن مسلح به الیاف فولادی
به‌طور کلی وجود الیاف فولادی در جسم بتن باعث افزایش مقاومت بتن می‌شود.

### مقاومت خمشی
خاصیت مهم آن مقاومت خمشی زیاد و مقاومت در مقابل ترک خوردگی است که این خاصیت راه حل مناسبی برای کاهش خاصیت تردی و شکنندگی بتن خالص است.

### مقاومت برشی
الیاف فولادی علاوه بر اینکه مقاومت برشی بتن را افزایش می‌دهد، تیرهای بتن آرمه را در مقابل گسیختگی ناگهانی در ناحیه کششی تقویت می‌کند. این مزیت عمده الیاف فولادی در افزایش مقاومت برشی بتن است که باعث می‌شود از کاربرد خاموت به عنوان آرماتور برشی صرفنظر گردد. در نتیجه در اجرای این‌گونه تیرها بعلت افزایش مقاومت برشی، تیرهای بتن مسلح را طراحی کنیم. .

### مقاومت پیچشی
در رابطه با مقاومت پیچشی آن تحقیقات خاصی صورت نگرفته‌است. در یک مورد خاص بررسی‌هایی که توسط شرکت Bekaert در بلژیک انجام یافته، مقاومت پیچشی آن را ۱٫۵ تا ۲ برابر بتن خالص ذکر کرده‌است. .

### مقاومت ترک خوردگی
در آزمایش‌های خمشی، کششی و ... به‌طور استاتیکی ملاحظه می‌شود که الیاف نه تنها بر روی مقاومت بتن خالص تأثیر بسیار مثبتی دارد بلکه به عنوان یک عامل بازدارنده ترک نیز عمل می‌کند. بدین معنی که با شروع ترک خوردگی، الیاف نقش خود را در دوختن ترک و محدود کردن اندازه ترک بازی کرده و از ادامه ترک خوردگی حتی با ادامه بارگذاری جلوگیری به عمل می‌آورد. این درحالیست که در تیرهای بتن خالص با حداکثر ۱٫۰ میلی‌متر تغییر شکل در وسط دهنه، نه تنها تیر دو تکه نمی‌شود، بلکه ترک از نصف ارتفاع تیر به بالا حرکت نکرده و با باز شدن ترک، الیاف این فاصله را به طرفین محل گسیختگی ارتباط داده و از فروریختن تیر جلوگیری می‌کند. مقاومت الیاف در قبال ترک در نمونه‌های کششی نیز شایان توجه است. بدین معنی که در کشش نیز بعد از ترک نخستین در کل مقطع که مربوط به بتن است، الیافها، دو طرف محل ترک را یکدیگر ارتباط داده و از گسترش و زیادشدن عرض ترک ممانعت به عمل می‌آورند. کیفیت ترک خوردگی در آزمایش شکافتگی نمونه استوانه‌ای آن نیز جالب است. بعد از بار نهایی، نمونه بتن خالص از وسط و در امتداد قطر کاملاً گسیخته و دو تکه می‌شود در حالی که در نمونه بتن الیافی بدون آنکه نمونه از همدیگر جدا شود، آنقدر تغییر شکل می‌دهد که سطح مقطع دایره‌ای نمونه به سطح مقطع بیضوی تبدیل می‌شود.

### خزش
در مورد خزش، نتایج حاصل از یکسری از آزمایش‌های مشخص کرده‌است که الیاف فولادی نوع سیمی تأثیر چندانی در میزان خزش ملات با سیمان پرتلند وجود ندارد.

### پوسیدگی و زنگ زدگی الیاف فولادی
اثر خورندگی و پوسیدگی آب شور روی ملات سیمانی (سیمان پرتلند) مسلح به ۲ درصد حجمی الیاف فولادی ناچیز بوده‌است، به‌طوری‌که بعد از ۹۰ روز قرار گرفتن در داخل و خارج آب نمک اشباع شده، هیچ تغییری در مقاومت خمشی بتن الیافی مشاهده نگردید. آزمایش‌های درازمدت در مورد دوام و پایداری بتن الیافی در آزمایشگاه‌های Battele، کلمباس ایالت لوهایو آمریکا، خورندگی خیلی کمی را در الیاف نشان می‌دهد، به‌طوری‌که بعد از ۷ سال تماس بتن الیافی با نمک‌های ضد یخ هیچ اثر منفی در مقاومت خمشی وجود نداشته‌است. اما درصد زیاد کلراید محلول، باعث خوردگی الیاف در داخل یا نزدیک سطوح تماس شده بود. نتایج حاصل از یکسری از تحقیقات نشان می‌دهد، که قرار گرفتن ملات الیا فدار درمعرض فرسایش جوی و در یک محیط صنعتی به مدت ۱۰ سال در مقاومت ملات هیچ اثر منفی نداشته‌است. با توجه به این نتایج چنین استنباط می‌شود که خوردگی و پوسیدگی الیاف فقط به آن قسمت از الیاف محدود می‌شود که در سطوح خارجی قرار دارند و الیاف بتن هیچ نوع پوسیدگی را نشان نمی‌دهد. در تحقیقات دیگری که بر روی بتن الیافی در مورد تأثیر پوسیدگی الیاف انجام یافته‌است، نشان می‌دهد که بعد از ۵ سال تماس بتن الیافی با نمک‌های ضد یخ، تغییر ناچیزی در مقاومت خمشی بتن الیافی نسبت به مقاومت قبل از تماس با نمک‌های ضد یخ (مقاومت ۲۸ روزه) وجود داشته‌است. بررسی سطوح گسیختگی تیرهای بتن الیافی بلافاصله بعد از تعیین مقاومت خمشی نشان داده است که خوردگی الیاف فولادی فقط به ۴ میلی‌متر عمق بتن در سطح خارجی (ناحیه پوشش) محدود می‌شود و در بخش داخلی مقطع نیز هیچگونه خوردگی و زنگ زدگی در رشته‌های الیاف قابل مشاهده نیست. .

### قابلیت هدایت حرارتی
آزمایش‌ها نشان می‌دهد که قابلیت هدایت حرارتی ملات با الیاف فولادی با ۴۰ تا ۱۲۰ کیلوگرم در متر مکعب در فشار اتمسفر، با افزایش مقدار الیاف، افزایش کمی را نشان می‌دهد. الیاف فولادی در بتن، علاوه بر افزایش قابلیت هدایت گرمایی، بهبود قابل توجهی را در مقاومت بتن در تغییرات ناگهانی و زیاد درجه حرارت به وجود می‌آورد.

### مقاومت سایشی
نتایج بررسی مقاومت سایشی بتن الیافی توسط انجمن فولاد ایالت متحده نشان می‌دهد که عمق سائیده شده بتن الیافی با شن نخودی و الیاف در مقایسه با عمق سائیده شده دال‌های ساخته شده از بتن خالص با شن درشت دانه ۲۷۰ درصد کمتر است. آزمایش‌هایی که اخیراً توسط گروهی از مهندسین انجام یافته پیشنهاد می‌کند که مقاومت سایشی بتن الیافی در معرض سایش رسوبات آب در سازه‌های هیدرولیکی تفاوت چندانی با بتن خالص ندارد. این آزمایش‌ها همچنین نشان می‌دهد که وقتی فرسایش در نتیجه سایش تدریجی بتن به علت حرکت غلطکی ذرات و مواد ریزدانه با سرعت کم از روی سطح بتن است، میزان فرسایش به کیفیت مصالح سنگی و سختی سطح بتن بستگی خواهد داشت و در این حالت الیاف تأثیر چندانی ندارند. در واقع اگر کاربرد الیاف با یک نسبت آب به سیمان زیادتر و با حجم زیاد خمیر سیمان همراه باشد، افزایش کمی در مقدار فرسایش می‌تواند به وجود آید. اما وقتی فرسایش در نتیجه خلاء زایی یا سایش ناشی از سرعت زیاد جریان آب و ضربه اجسام و مواد شناور بزرگ جریان آب باشد، بتن الیافی مقاومت فرسایشی قابل توجهی را نشان می‌دهد.

### مقاومت اصطکاکی و لغزشی
در یکسری از نمونه‌های دالی شکل آزمایشگاهی مقاومت اصطکاکی استاتیکی، لغزشی و غلطکی بتن الیافی و بتن خالص تحت شرایط یکسانی به‌طور مقایسه‌ای تحت آزمایش لغزشی قرار گرفته که حداکثر قطر مصالح سنگی بتن الیافی در این آزمایش‌ها ۹٫۵ میلی‌متر بوده‌است. نتایج حاصل از این آزمایش‌ها نشان می‌دهد که برای سطوح بتن خشک، ضریب اصطکاک استاتیکی (سکون) قبل از سایش یا تخریب سطح، مستقل از وجود الیاف بوده، اما مقاومت لغزشی و غلطکی سطوح الیاف دار نسبت به سطوح بتن خالص در شرایط خشک، مرطوب و یخبندان با فرسایشی یکسان ۱۵ درصد بیشتر بوده‌است.

### طاقت بتن الیافی
مهمترین اثر مثبتی که با افزودن الیاف فولادی در بتن به وجود می‌آید، انعطاف‌پذیری جسم بتن و قابلیت بیشتر در جذب انرژی است. این خاصیت که به عنوان طاقت بتن الیافی تعریفمی شود، بارزترین مشخصه و وجه تمایز بتن الیافی با بتن خالص است.

## نحوه ساخت الیاف فولادی
الیاف فولادی دارای شکل و قطرهای متفاوتی بوده و نحوه ساختمان‌ها نیز متفاوت می‌باشد. الیاف فولادی که در حال حاضر در بازارهای جهانی موجود می‌باشند، عمدتاً بر اساس چهار روش زیر تولید می‌شود:
- کشیدن و بریدن و فرم دادن رشته سیم های فولادی
- نورد و برش ورق‌های فولادی - الیاف برشی یا نواری
- با استفاده از مواد مذاب - الیاف ریخته گری
- تراشیدن سطح ورق‌های فولادی با استفاده از دستگاه صفحه تراش- الیاف ماشینی[۳]

## کاربردهای بتن مسلح به الیاف فولادی
مواردیکه می‌توان بتن الیافی را به تنهایی بکار گرفته، عبارتند از:
- روسازی بتنی بزرگراهها، جاده‌ها و فرودگاهها
- لوله‌های بتنی
- گاراژهای پیش ساخته
- فنواسیونها
- دیواره و کف کانال‌ها
- قطعات پیش ساخته
- دریچه‌های بازدید و دیواره آنها
- در ساختمان تونل‌ها یا معابر معادن به صورت بتن پاشی
- تثبیت شیب‌ها و همچنین تثبیت ترانشه‌های سنگی و ریزشی با بتن پرتابی
- آسفالت الیافی
- عناصر سازه‌ای
- سازه‌های ضد انجار و ضربه پذیر
- پروژه‌های عایق حرارتی و نسوز
- پوسته‌های نازک و دیوارها
- ساه‌های دریایی
- کف سالن‌های صنعتی[۳]

## کاربرد الیاف فولادی در بتن پرتابی
بتن پرتابی یا بتن پاشی با الیاف فولادی، روشی است که در این روش، خمیر بتن و الیاف فولادی توسط پمپ با سرعت و فشار زیاد به سطوح مورد نظر پاشیده می‌شود. روش کاربرد معمولاً بدین نحو است که خمیر بتن از یک مجرا و الیاف فولادی با درصد مشخصی از مجرای دیگر، با سرعت زیادی خارج وبطور هم‌زمان و لایه به لایه بر روی سطح مورد نظر پاشیده شده و در نتیجه در سطح کار پوشیده از بتن مسلح و الیاف فولادی می‌شود. البته گاهی خمیر بتن همراه با الیاف فولادی نیز می‌تواند از یک مجرا پوشیده شود. با استفاده از الیاف فولادی در روش بتن پرتابی می‌توان از آرماتورگذاری شبکه‌ای در محل‌های مشکل (نظیر شیب‌های تند، دیواره‌های سنگریزه‌ای، دیواره‌های تونل‌ها و ...) خودداری کرد چراکه آرماتورگذاری در چنین مناطقی نه تنها خطرناک است، بلکه بعلت ناهمواربودن سطوح این‌گونه محل‌ها و سختی کار، آرماتوربندی کار پرهزینه و گرانی می‌باشد. به‌طور کلی «روش بتن پرتابی با الیاف فولادی» را می‌توان در عملیات زیر بکار گرفت:
- تثبیت و پایدارسازی شیب‌های سنگی خطرناک و غیر دسترس
- تثبیت دیواره‌های تونل‌های معادن، کانال‌های آبیاری و دیواره تونل‌های سنگی
- تعمیر قسمت‌های آسیب دیده سازه‌ای موجود (سدها، پلهاو...)
- کاربرد در مناطق زلزله خیز و گسلی
- پوشش لوله‌های فولادی، رویه جداره‌های نسوز، سقف‌های پوسته‌ای و...[۳]